# Мозырский нефтеперерабатывающий завод

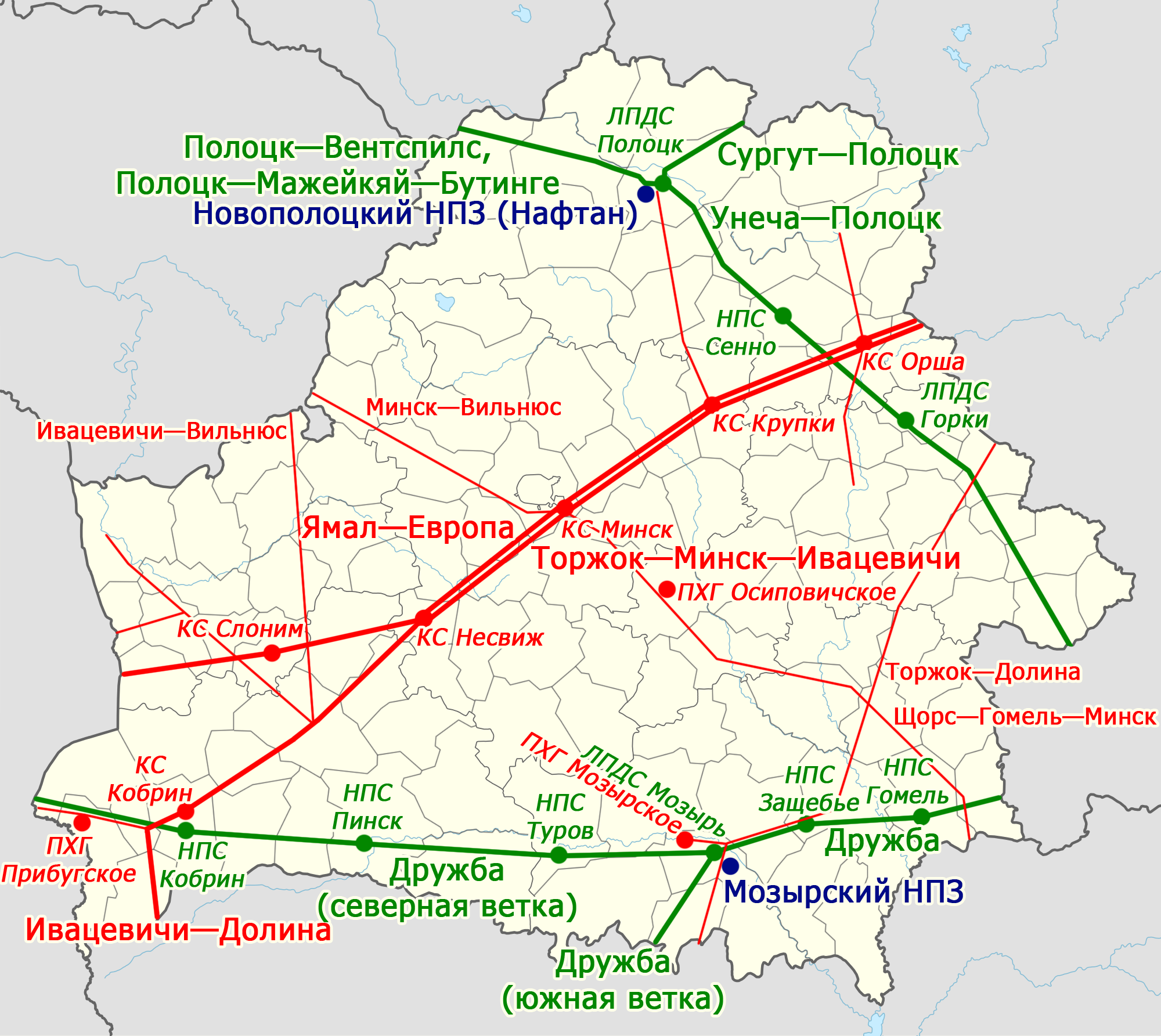
Мозырский НПЗ в системе магистральных нефтепроводов (выделены зелёным цветом).

«Мо́зырский нефтеперерабатывающий завод» (бел. Мазырскі нафтаперапрацоўчы завод; МНПЗ; полное наименование Открытое Акционерное Общество «Мозырский нефтеперерабатывающий завод») — одно из двух белорусских нефтеперерабатывающих предприятий. Завод расположен в промышленной зоне Мозыря в 15 км к югу от жилых массивов города, для связи завода с городом 1988 году была запущена трамвайная система.

## Собственники
Основные акционеры ОАО «Мозырский НПЗ»:
- Государственный комитет по имуществу Республики Беларусь — 42,7680 % акций;
- ОАО НГК «Славнефть» — 42,5805 % акций;
- ООО «МНПЗ плюс» — 12,2521 % акций;
- Физические лица — 2,3995 % акций.

## Руководство

### Нынешнее руководство
- Павлов Виталий Петрович — генеральный директор (с 29 марта 2017 г.)[5][6]
- Грамович Сергей Петрович — первый заместитель генерального директора — главный инженер
- Крот Сергей Владимирович — заместитель генерального директора по экономике и финансам
- Протасов Олег Александрович — заместитель генерального директора по обеспечению сырьем и реализации нефтепродуктов
- Трунин Сергей Алексеевич — заместитель генерального директора по материально-техническому обеспечению
- Мартинович Вадим Сергеевич — заместитель генерального директора по идеологической работе, персоналу и социальному развитию[7].

### Прежнее руководство (директора/генеральные директора)[8]
- Кривко Г.М (1966-1969 гг.)
- Петров М.И. (1969-1976 гг.)
- Пушкарев В.П. (1976-1984 гг.)
- Зубовский А.С. (1984-1991 гг.)
- Здобнов В.Н. (1991-1996 гг.)
- Куприянов А.А. (1996-2016 гг.)[9][10]
- Крот С.В. (2016-2017) - в качестве исполняющего обязанности генерального директора

## История
Строительство нефтеперерабатывающего завода началось в 1970 году. Для этого Приказом по Министерству промышленного строительства БССР № 551 от 15 декабря 1970 года был создан строительно-монтажный трест №6 «Мозырьнефтехимстрой».. После завершения строительства комбината трест продолжил работу и в настоящее время это крупное строительное предприятие существует и функционирует под названием ОАО «Мозырьпромстрой»
Первая очередь предприятия запущена в январе 1975 года. В 1975 и 1978 годах были введены в эксплуатацию две комплексные установки по переработке нефти ЛК-6У. Впоследствии завод реконструировался.
В октябре 2022 года Мозырский НПЗ попал под санкции Украины.

## Деятельность
Нефть поступает на завод по нефтепроводу «Дружба» и с Речицких месторождений. Основной продукцией является автомобильный бензин и дизельное топливо с низким содержанием серы, бытовое печное топливо, бытовой газ, технический бутан и осветительный керосин.
В 2003 году был завершен IV этап реконструкции предприятия — строительство комплекса каталитического крекинга. В 2006 году был введён в эксплуатацию комплекс по производству бензола, в 2008 году — комплекс алкилирования, в 2010 году — установка гидрообессеривания бензина каталитического крекинга, в 2012 году — установка изомеризации, в 2013 году — установка вакуумной перегонки мазута. Начаты инвестиционные проекты по строительству комплекса глубокой переработки нефтяных остатков, установки каталитического риформинга с непрерывной регенерацией катализатора и других проектов по лицензиям компаний AXENS (Франция), Siirtec NiGi и Amec Foster Wheeler (Италия).
В 2015 году предприятие переработало 12 290 561 т нефти и произвело:
- 3925 тыс. т дизтоплива ДТ ЕН 590 (C,F вид I и Класс 2);
- 2843 тыс. т бензина (2,3 млн т АИ-92-К2, К3, К5, К5-Евро; 0,5 млн т АИ-95-Евро и АИ-95-К5 Евро);
- 2899 тыс. т мазута товарного;
- 377 тыс. т битумов нефтяных;
- 274 тыс. т сжиженных газов;
- 0,9 тыс. т керосина (в 2013 году — более 100 тыс. т).

В апреле 2019 года Беларусь полностью прекратила приём из России загрязнённой хлорорганикой нефти. Министерство энергетики России заявило, что незагрязнённая нефть поступит на Мозырский нефтеперерабатывающий завод 2—3 мая 2019 года. Белнефтехим уточнил, что в начале мая заработает только одна ветка нефтепровода «Дружба», а на полное восстановление потребуется нескольких месяцев.
Мощности предприятия рассчитаны на переработку 14 млн тонн нефти в год.
Списочная численность работников на 1 января 2016 года составила 4949 человек, в том числе 2331 человек с высшим образованием, 1263 человека с профессионально-техническим образованием и 822 человека со средним специальным образованием.
В 2015 году 83% продукции было поставлено на экспорт. Большая часть продукции отправляется на экспорт железнодорожным транспортом. На железнодорожной станции Бабраров имеется промывочная станция.

## Награды
- Дипломант премии Правительства Республики Беларусь за достижения в области качества 2024 года.